# Pasir Sakti (plaats)
Pasir Sakti is een bestuurslaag in het regentschap Lampung Timur van de provincie Lampung, Indonesië. Pasir Sakti telt 5504 inwoners (volkstelling 2010).